# Định lý Fubini
Trong toán giải tích, định lý Fubini, được giới thiệu bởi Guido Fubini (1907), là một kết quả xác định các điều kiện mà theo đó người ta có thể tính toán một tích phân bội bằng cách sử dụng tích phân lặp. Người ta có thể đổi lại thứ tự của phép lấy tích phân nếu tích phân kép cho một kết quả hữu hạn khi hàm lấy tích phân được thay thế bằng giá trị tuyệt đối của nó.
{\displaystyle \int _{X}\left(\int _{Y}f(x,y)\,{\text{d}}y\right)\,{\text{d}}x=\int _{Y}\left(\int _{X}f(x,y)\,{\text{d}}x\right)\,{\text{d}}y=\int _{X\times Y}f(x,y)\,{\text{d}}(x,y)}
Kết quả là thứ tự của tích phân sẽ được phép thay đổi trong tích phân lặp. Định lý Fubini ngụ ý rằng hai tích phân lặp của một hàm hai biến bằng nhau nếu hàm khả tích. Định lý Tonelli được giới thiệu bởi Leonida Tonelli (1909) có kết quả tương tự nhưng áp dụng cho những hàm không âm hơn là các hàm khả tích.

## Lịch sử
Trường hợp đặc biệt của định lý Fubini cho các hàm liên tục trên tích của các tập con bị chặn đóng của không gian vectơ thực được biết đến Euler trong thế kỷ 18. Lebesgue (1904) đã mở rộng kết quả này cho các hàm bị chặn đo được trên tích của các khoảng. Levi (1906) phỏng đoán rằng định lý có thể được mở rộng cho các hàm khả tích hơn là các hàm bị chặn và điều này đã được chứng minh bởi Fubini (1907). Tonelli (1909) đã đưa ra một biến đổi của định lý Fubini áp dụng cho các hàm không âm hơn là các hàm khả tích.

## Các phép đo tích
Nếu X và Y là các không gian có độ đo với các phép đo, có một số cách tự nhiên để xác định một phép đo tích trên tích của chúng.
Tích X×Y của không gian có độ đo (theo ý nghĩa của lý thuyết phạm trù) có được do các tập đo được của đại số sigma được tạo ra bởi các tích A×B của các tập con đo được của  X và Y.
Một phép đo μ trên X×Y được gọi là một phép đo tích nếu μ(A×B)=μ1(A)μ2(B) với các tập con đo được A⊂X và B⊂Y và các phép đo µ1 trên X và µ2 trên Y. Nhìn chung có thể có nhiều phép đo tích khác nhau trên  X×Y. Định lý Fubini và định lý Tonelli đều cần các điều kiện kỹ thuật để tránh sự phiền phức này; cách phổ biến nhất là giả định tất cả không gian có độ đo có tổng hữu hạn, trong trường hợp có một phép đo tích duy nhất trên X×Y. Luôn có một phép đo tích cực đại duy nhất trên X×Y, nơi mà các phép đo của một tập đo được là cận trên nhỏ nhất trong các phép đo của các tập chứa nó  là các hợp đếm được của các tích trong các tập đo được. Các phép đo tích cực đại có thể được xây dựng bằng cách áp dụng định lý mở Carathéodory cho hàm phụ μ sao cho μ(A×B)=μ1(A)μ2(B) trên vành của các tập tạo ra bởi các tích của các tập đo được. (Định lý mở Carathéodory đưa ra một phép đo trên không gian có thể đo được mà nhìn chung có chứa nhiều tập đo được hơn so với không gian đo được X×Y, vì vậy nói đúng ra các phép đo nên được giới hạn trong đại số sigma được tạo ra bởi các tích A×B của các tập con đo được của  X và Y.)
Tích của hai không gian đo được hoàn chỉnh thường không đầy đủ. Ví dụ, tích của phép đo Lebesgue trên khoảng đơn vị I  với chính nó không phải là phép đo Lebesgue trên hình vuông I×I. Có một biến thể của định lý Fubini cho các phép đo hoàn chỉnh, trong đó sử dụng sự bổ sung tích của các phép đo chứ không phải là tích đầy đủ.

## Định lý Fubini cho các hàm khả tích
Giả sử X và Y là các không gian phép đo hữu hạn tổng, và giả sử rằng X × Y xác định phép đo tích (duy nhất vì X và Y là hữu hạn tổng). Định lý Fubini phát biểu rằng nếu f(x,y) là khả tích X × Y , nghĩa là nó có thể đo được và
{\displaystyle \int _{X\times Y}|f(x,y)|\,{\text{d}}(x,y)<\infty ,}
thì
{\displaystyle \int _{X}\left(\int _{Y}f(x,y)\,{\text{d}}y\right)\,{\text{d}}x=\int _{Y}\left(\int _{X}f(x,y)\,{\text{d}}x\right)\,{\text{d}}y=\int _{X\times Y}f(x,y)\,{\text{d}}(x,y).}
Hai tích phân đầu tiên là tích phân lặp liên quan đến hai phép đo, và tương ứng, tích phân thứ ba là một tích phân liên quan đến phép đo tích. Các tích phân từng phần {\displaystyle \int _{Y}f(x,y)\,{\text{d}}y,\int _{X}f(x,y)\,{\text{d}}x} không cần được định nghĩa khắp nơi,nhưng điều này không quan trọng vì những điểm không được định nghĩa dưới dạng tập các phép đo 0.
Nếu tích phân của giá trị tuyệt đối bên trên không hữu hạn thì hai tích phân lặp có thể có giá trị khác nhau. Xem minh họa dưới đây về khả năng này.
Điều kiện X và Y là hữu hạn tổng thường vô hại do trong thực tế hầu như tất cả các không gian đo được mà ta muốn sử dụng định lý Fubini đều là hữu hạn tổng. Định lý Fubini có một số phần mở rộng kỹ thuật đúng hơn cho trường hợp khi  X và Y không được giả định là hữu hạn tổng (Fremlin 2003). Rắc rối chính trong trường hợp này là có thể có nhiều hơn một phép đo tích trên X×Y. Định lý Fubini vẫn đúng với các phép đo tích cực đại, nhưng có thể không đúng với các phép đo tích khác. Ví dụ, có một phép đo tích và hàm f đo được không âm mà tích phân kép của |f| bằng không nhưng hai tích phân lặp có giá trị khác nhau; xem ví dụ bên dưới cho trường hợp này. Định lý Tonelli và định lý Fubini-Tonelli (nêu dưới đây) có thể không đúng trên không gian không hữu hạn tổng ngay cả đối với các phép đo tích cực đại.

## Định lý Tonelli cho các hàm không âm
Định lý Tonelli (đặt theo tên của Leonida Tonelli) là định lý kế thừa của định lý Fubini. Kết quả của định lý Tonelli là trùng với định lý Fubini, nhưng giả định {\displaystyle |f|} có tích phân hữu hạn được thay bằng giả định {\displaystyle f} không âm.
Định lý Tonelli phát biểu rằng nếu (X, A, μ) và (Y, B, ν) là không gian đo hữu hạn tổng, khi f từ X×Y đến [0,∞] là không âm và đo được, thì
{\displaystyle \int _{X}\left(\int _{Y}f(x,y)\,{\text{d}}y\right)\,{\text{d}}x=\int _{Y}\left(\int _{X}f(x,y)\,{\text{d}}x\right)\,{\text{d}}y=\int _{X\times Y}f(x,y)\,{\text{d}}(x,y).}
Một trường hợp đặc biệt của định lý Tonelli là trong hoán vị các phép lấy tích phân, như{\displaystyle \sum _{x}\sum _{y}a_{xy}=\sum _{y}\sum _{x}a_{xy}}, với {\displaystyle a_{xy}} không âm với mọi x và y. Điểm mấu chốt của định lý là hoán vị thứ tự của phép lấy tích phân ngay cả khi các chuỗi phân kỳ. Trong thực tế, cách duy nhất để thay đổi thứ tự phép lấy tích phân là tồn tại một số chuỗi phụ phân kì đến  {\displaystyle +\infty } và những chuỗi phụ khác phân kỳ đến {\displaystyle -\infty }. Với tất cả các yếu tố không âm, điều này không xảy ra trong ví dụ đã phát biểu.
Nếu không có điều kiện trong đó các không gian đo hữu hạn tổng thì cả ba tích phân này sẽ có giá trị khác nhau. Một số tác giả đưa ra sự tổng quát của định lý Tonelli cho một số không gian đo không hữu hạn tổng nhưng các khái quát này thường bổ sung điều kiện giảm thiểu bài toán ngay lập tức thành trường hợp hữu hạn tổng. Ví dụ, người ta có thể chấp nhận đại số sigma tồn tại A × B mà được tạo ra bởi các tích của các tập con đo hữu hạn, hơn là được tạo ra bởi tất cả các tích của các tập con đo được, dù điều này có kết quả không mong muốn rằng các phép chiếu từ tích đến các nhân tố A và B của nó là không thể đo được. Một cách khác là thêm điều kiện giá của f được chứa trong một hợp đếm được của các tích của các tập hợp đo hữu hạn. Fremlin (2003) đưa ra một số phần mở rộng kỹ thuật tốt hơn của định lý Tonelli trong một số không gian không hữu hạn tổng. Không có sự khái quát nào tìm thấy bất kỳ ứng dụng quan trọng ngoài lý thuyết đo trừu tượng, chủ yếu là do hầu hết tất cả các không gian đo của sự quan tâm thiết thực là hữu hạn tổng.

## Định lý Fubini-Tonelli
Kết hợp định lý Fubini với định lý Tonelli tạo thành định lý Fubini-Tonelli (thường được gọi là định lý Fubini), phát biểu rằng nếu X và Y là các không gian đo hữu hạn sigma, và nếu f là một hàm đo được sao cho bất kỳ một trong ba tích phân
{\displaystyle \int _{X}\left(\int _{Y}|f(x,y)|\,{\text{d}}y\right)\,{\text{d}}x}
{\displaystyle \int _{Y}\left(\int _{X}|f(x,y)|\,{\text{d}}x\right)\,{\text{d}}y}
{\displaystyle \int _{X\times Y}|f(x,y)|\,{\text{d}}(x,y)}
hữu hạn thì
{\displaystyle \int _{X}\left(\int _{Y}f(x,y)\,{\text{d}}y\right)\,{\text{d}}x=\int _{Y}\left(\int _{X}f(x,y)\,{\text{d}}x\right)\,{\text{d}}y=\int _{X\times Y}f(x,y)\,{\text{d}}(x,y).}
Giá trị tuyệt đối của f trong các điều kiện trên có thể được thay thế bằng một trong hai phần dương hoặc âm của f; các hình thức này coi định lý Tonelli là một trường hợp đặc biệt khi phần âm của một hàm không âm bằng không và do đó có tích phân hữu hạn. Một cách không chính thức, tất cả những điều kiện này nói rằng tích phân kép của f được xác định rõ, mặc dù nó có thể vô cùng.
Ưu điểm của định lý Fubini-Tonelli trên định lý Fubini là các tích phân lặp của giá trị tuyệt đối |f| có thể dễ dàng nghiên cứu hơn tích phân kép. Do trong định lý Fubini, các tích phân đơn có thể không được xác định trên tập đo 0.